# Tomás Lander
Tomás Lander (Caracas, Venezuela, 29 de diciembre de 1787 - Caracas, 6 de diciembre de 1845) fue un periodista, politólogo, empresario, editor y político venezolano, que fue uno de los principales pensadores liberales venezolanos. Fundador de variedad de periódicos, su principal publicación y logro fue el periódico El Venezolano, una publicación seguidora de la corriente liberal, que fue la base del liberalismo venezolano decimonónico y de la creación del Partido Liberal venezolano, siendo así considerado como el «gran pensador liberalista venezolano».

## Biografía

### Periodo preindependentista
Hijo de un acaudalado hacendado, Pedro Lander y de Doña Paula Acal, Tomás Lander tuvo la oportunidad de recibir enseñanzas de maestros particulares de renombre en la época, entre los que se cuentan Guillermo Pelgrón, Simón Rodríguez (quien también fuera maestro de Bolívar), Juan Bautista Vale y Ramón de La Peña. En el año 1809 Lander obtiene el grado de bachiller en Filosofía y Letras de la Universidad de Caracas, (Actual Universidad Central de Venezuela) a pesar de no continuar con sus estudios formales, el joven Lander se hizo proficiente en los idiomas francés e inglés, en los cuales leía los clásicos de la literatura renacentista

### La independencia
Tomás Lander, al haber sido educado por varios de los más ilustres pensadores venezolanos de su época, indudablemente tuvo una mentalidad eminentemente influenciada por las doctrinas de la Ilustración, del Liberalismo, heredera de la primera, y además ideas claramente democráticas y republicanas en formación, llegando a mantener contacto con Francisco de Miranda y múltiples otros pensadores y personajes.
Mas, aun cuando su pensamiento era ilustrado, Lander, se mantiene apartado de los conflictos bélicos causados por la Independencia de Venezuela, iniciada en 1810, y que conllevan a la formación de la Primera República de Venezuela inclusive, cuando la emancipación es evidente, era claro que Lander, desde luego apoyaba la independencia de su país, más lucía poco convencido o llamado a ingresar a una guerra, en la cual se confrontarían venezolanos, divididos por sus preferencias políticas, por lo cual permaneció, no neutral, más si apartado de la Guerra de Independencia venezolana.
Esta actitud de alejamiento, prevalece cuando decide salir del país, rumbo a las Antillas, en medio de la caída de la Segunda República de Venezuela a manos de los ejércitos realistas liderados por un sanguinario José Tomás Boves, que al final, destruye la república pero perece antes de reclamarla.
En las Antillas, se dedica al comercio y a sus inversiones casi de manera exclusiva, pero ya después de dos intentos fallidos por liberar a su país y con la radical posición adoptada por los realistas, Lander se covence que si se desea la libertad de Venezuela, la batalla es la única manera de ganarla, por lo cual se contacta con Simón Bolívar, a quien ayuda a organizar las Expedición de los Cayos, en la cual además funciona como secretario del Libertador, pero tras el fracaso por poner en marcha en dos ocasiones la susodicha expedición, Lander permanecerá en las Antillas del Caribe hasta 1818, momento en que el avance patriota en Venezuela, se va consolidando gracias a las Campañas Admirable de Bolívar y de Oriente de Santiago Mariño, le da la suficiente confianza para regresar al país, sin embargo permanecerá muy poco tiempo en él, pues poco después parte a Europa, donde permanecerá hasta 1820.

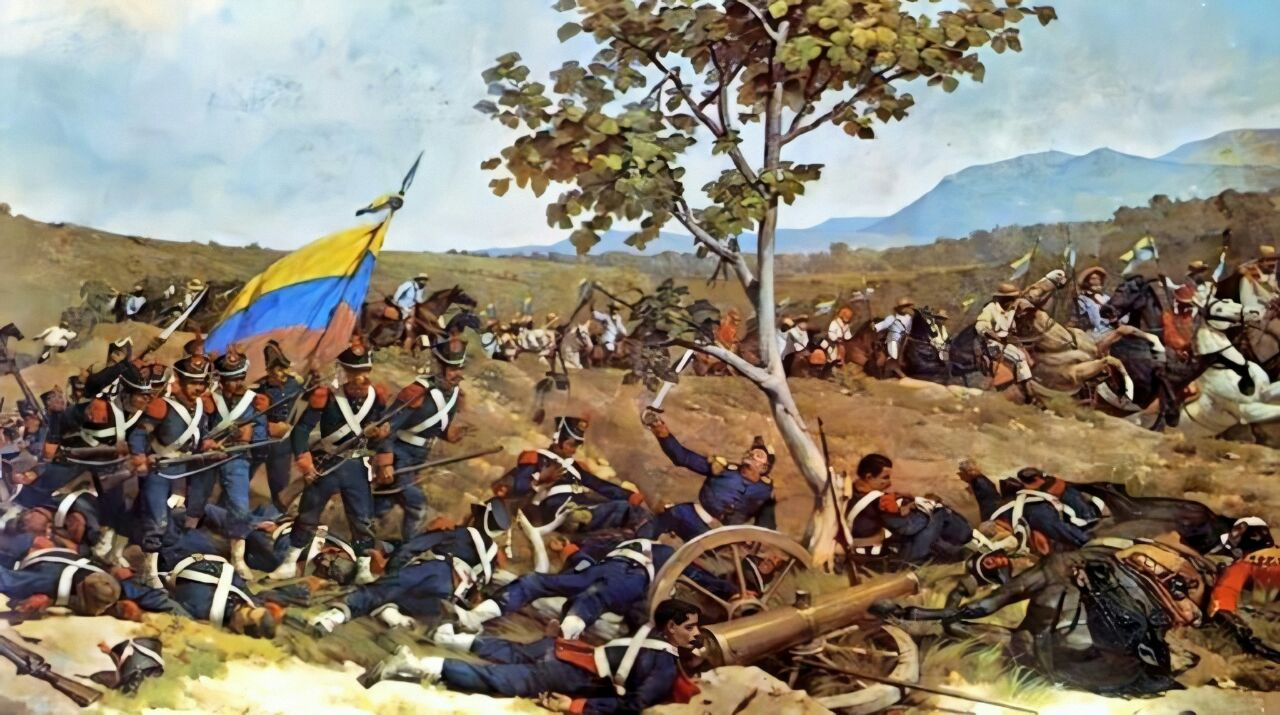
La batalla de Carabobo.

En 1821, se da la Batalla de Carabobo, que representa un revés virtualmente irremediable para las fuerzas realistas, que atacan la naciente Tercera República de Venezuela, ante esto y la consolidación de las fuerzas patriotas en el país, Lander decide regresar al país, donde es designado miembro de la Municipalidad de Caracas y colabora a partir de entonces en el desarrollo del gobierno venezolano.

### La Gran Colombia y la Cosiata
Tomás Lander, había colaborado con el gobierno de Venezuela, pero la caída definitiva de los realistas en Venezuela, Nueva Granada y Quito, junto a la puesta en marcha del proceso de consolidación de la Gran Colombia, Lander ve con preocupación dos elementos que ha detestado y de los que se ha alejado toda su vida, el extremismo, al darse un decreto que radicalizaba las confiscaciones y destierros de españoles del territorio grancolombino y en general el maltrato dado a los provenientes de la madre patria, y en segunda la imposición de un gobierno ajeno, en este caso, el de Bogotá, con el cual pocos venezolanos se sentían identificados. 
Lander, además veía como la Gran Colombia no disponía de estabilidad, con un Simón Bolívar, quien era presidente de dicha nación, ausente por las campañas emprendidas en el Perú, con confrontaciones entre federalistas y centralistas y una diputa por el poder constituida por los partidarios de Francisco de Paula Santander y de los propios Bolivarianos, a lo cual se sumaban los problemas de comunicación y de orden económico. Todo ello, llevó a Lander a la conclusión de que aquel intento de nación estaba destinado a morir desde el momento en que nació.

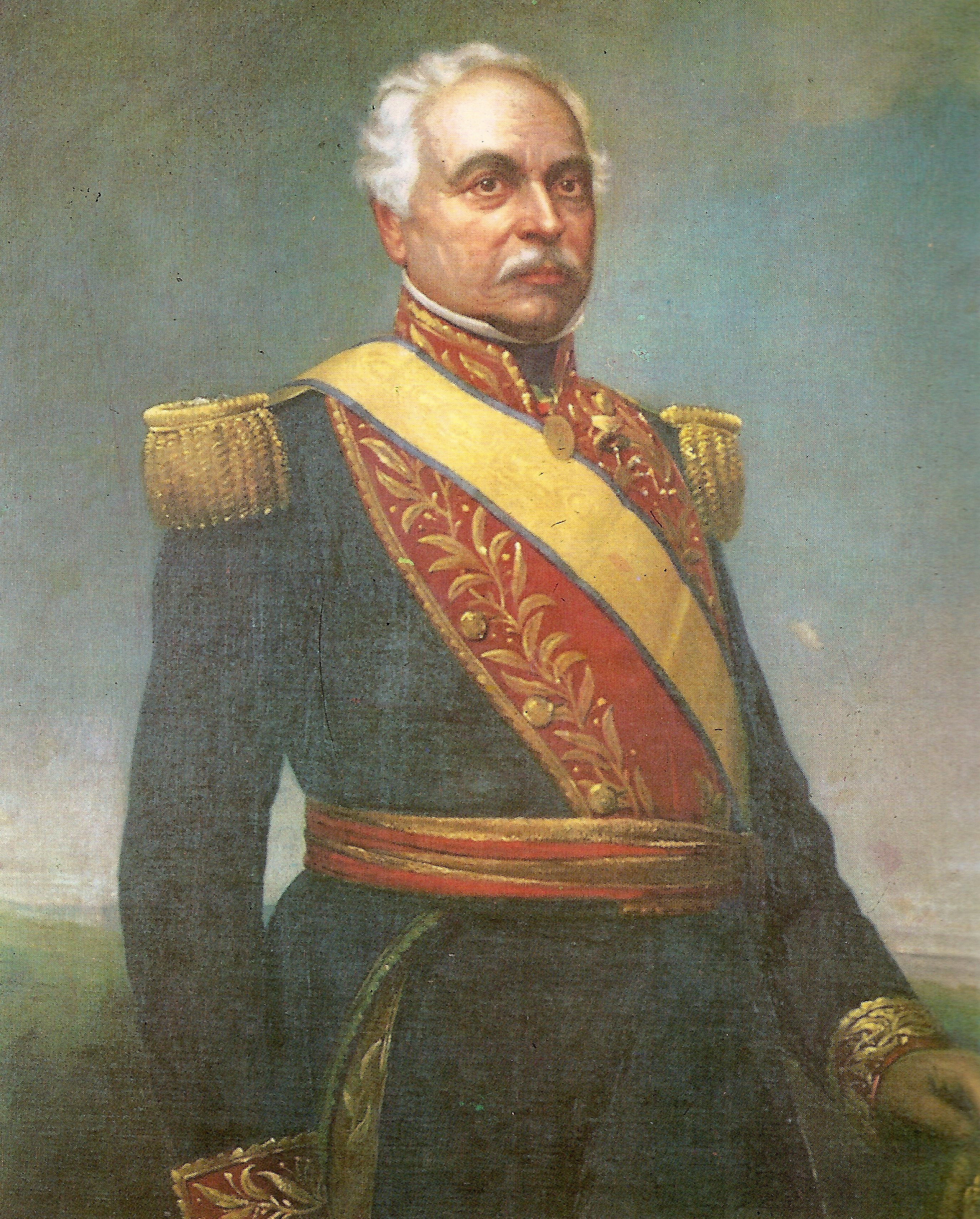
El movimiento separatista de la Cosiata, dirigido por José Antonio Páez, fue respaldado por Lander.

Las arbitrariedades cometidas por el gobierno de Colombia y las múltiples fallas del mismo, llevarán a Lander a tomar una decisión, en el pasado se había alejado de las luchas, aun cuando aspirase la victoria de uno de los bandos, pero ahora, era momento de tomar las riendas, por eso comienza a abogar en un inicio porque el gobierno de Bogotá retire la tan severa ley contra los españoles y posteriormente, harto de todos los problemas generados por la Gran Colombia, llegue a decidir que esta debe ser disuelta, por lo cual se suma al movimiento separatista de la Cosiata, al incitar a la Municipalidad de Caracas a respaldar a la de Valencia y reconocer a José Antonio Páez como Jefe Supremo de Venezuela, además de ejercer como director del órgano de prensa separatista, Cosiatero, acción que desde luego era ir en contra del Libertador, hombre al que había admirado y a quien había respaldado en numerosas ocasiones, pero que Lander veía que se estaba desviando de la visión ilustrada de un líder, algo que aparentemente Bolívar sabía también, pues aún en medio de este conflicto el Libertador siempre le profesó gran respeto y admiración a Lander, llegando a justificarlo, inclusive. Santander lo llamó "turbulento". 
La Cosiata y el separatismo habían despertado el nacionalismo venezolano. Aun cuando en 1828 Bolívar vino a Venezuela a calmar las cosas, la fisura estaba hecha; Venezuela quería el federalismo o se separaba de la Gran Colombia, lo cual se dará tras el fracaso de la Convención de Ocaña.

### La república y el liberalismo
Tras la separación de Venezuela de la Gran Colombia y habiendo sido electo José Antonio Páez, como presidente de la República de Venezuela, Tomás Lander se dedica a su labor periodística como director de dos periódicos del país: El Congreso y El Elector Parlero. Además, ejerce como procurador del cantón de Ocumare del Tuy, donde posee varias haciendas. 
Lander se mostró en favor del primer gobierno de José Antonio Páez, debido a que este dejó la guerra y el militarismo de un lado, así como también se rodeó de una vasta multitud de intelectuales y civiles, que influenciaron al general a una escala extraordinaria. Además, José Antonio Páez promovió la consolidación del diálogo y el debate político, gracias a su «gobierno deliberativo», así como llevó a cabo una gran cantidad de acciones de corte liberal a lo largo de su gobierno, además de brindarle prosperidad al país, todas éstas acciones que concordaban perfectamente con los ideales ilustrados que tanto adoraba y defendía. Sin embargo cuando estalló la Revolución Integradora Lander se mostró contrario a la aptitud conciliadora del gobierno y en cambio era partidario de rendir a los alzados por las armas, negarles la posibilidad de expulsión y no garantizarles la vida ni sus propiedades.
La candidatura a la presidencia del Dr. José María Vargas, fue quizá el momento en cual, ya Lander, vio a su país con orgullo, pues finalmente un civil era candidato a la presidencia y más aún, la ganaba, pero el resultado fue devastador, el congreso se opuso a Vargas y su gobierno fue derrocado por la Revolución de las Reformas, sin embargo posteriormente fue restaurado en el poder por Páez, hasta aquí, todo iba bien, pero, tras que el mandato presidencial concluyera y Páez ganase nuevamente la presidencia, Lander, entendió que una vez más, uno de sus tan preciados principios democráticos, se veía pisoteado, la alternabilidad que debía existir en toda democracia y que la misma Constitución de 1830 demandaba.

El Partido Liberal, utilizó como símbolo la bandera amarilla.

En consecuencia, otro líder que Tomás Lander había respaldado se había desviado del "camino ilustrado", a lo cual se sumaba la pésima situación económica, las tensiones entre las clases sociales y la existencia de una Oligarquía, cimentada en la unión entre terratenientes y la burguesía comercial, que él, aun siendo un acaudalado empresario y propietario, no justificaba interviniese, y más aún, dominase la política de un país, de a acuerdo a sus intereses.
El nuevo panorama que se presenta en el país, hace que Lander nuevamente tome la decisión de intervenir, esta vez aliándose con un disidente del paecismo Antonio Leocadio Guzmán, político, burgués y propietario, que desea oponerse al gobierno de Páez.

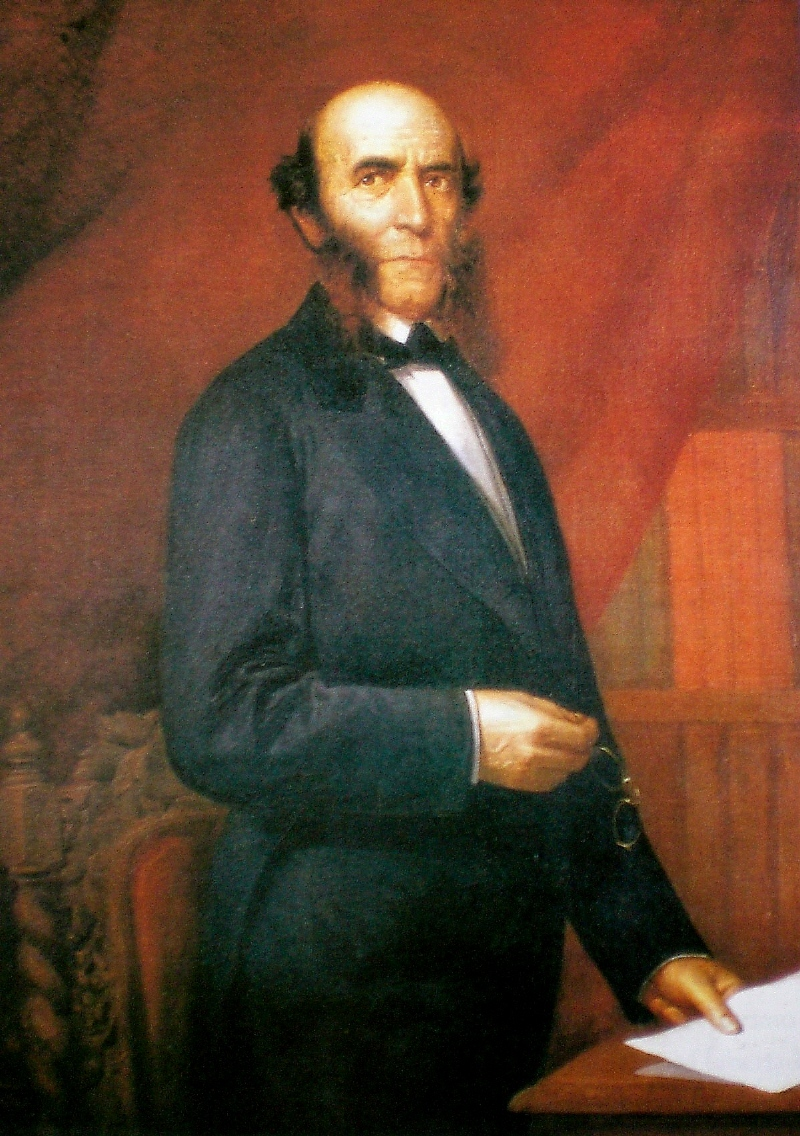
Antonio Leocadio Guzmán.

Así, Lander, funda en 1844, el periódico El Venezolano, como medio difusor de la nueva doctrina política que aparece en el país, sentada sobre las bases teóricas, los argumentos e ideas ilustradas que él va a proponer y que se centran en las vertientes económicas y políticas, una gigantesca corriente que se consolidará como la fuerza de oposición al gobierno, representada en la imagen de un partido político, el Liberalismo, heredero de los ideales de la Ilustración y con el cual logra reunir a las masas poblacionales del país, promoviendo el voto universal, la eliminación de la pena de muerte y un desarrollo económico, basado en la planificación y la libre competencia.
Todos sus ideales son tomados para la fundación del Partido Liberal, que finalmente alcanza el poder cuando los Monagas asumen el poder; sin embargo la gestión de éstos, basada en el nepotismo y las numerosas arbitrariedades, será de desagrado de Lander y el verá con mucha pena, como el monstruo político que creó polariza al país y, finalmente estalla la Guerra Federal que da lugar a la dictadura de José Antonio Páez, lucha tras la cual José Antonio Páez es totalmente depuesto, sin embargo la visión de Tomás Lander acerca de la guerra, de que ésta no trae ningún beneficio y nunca resuelve nada, probó esta vez ser correcta, liberales y conservadores se siguieron disputando el poder, e inclusive llegaron a dividirse ellos mismos, con la llegada del Liberalismo Amarillo de Antonio Guzmán Blanco, hijo de su antiguo socio, Antonio Leocadio Guzmán. 

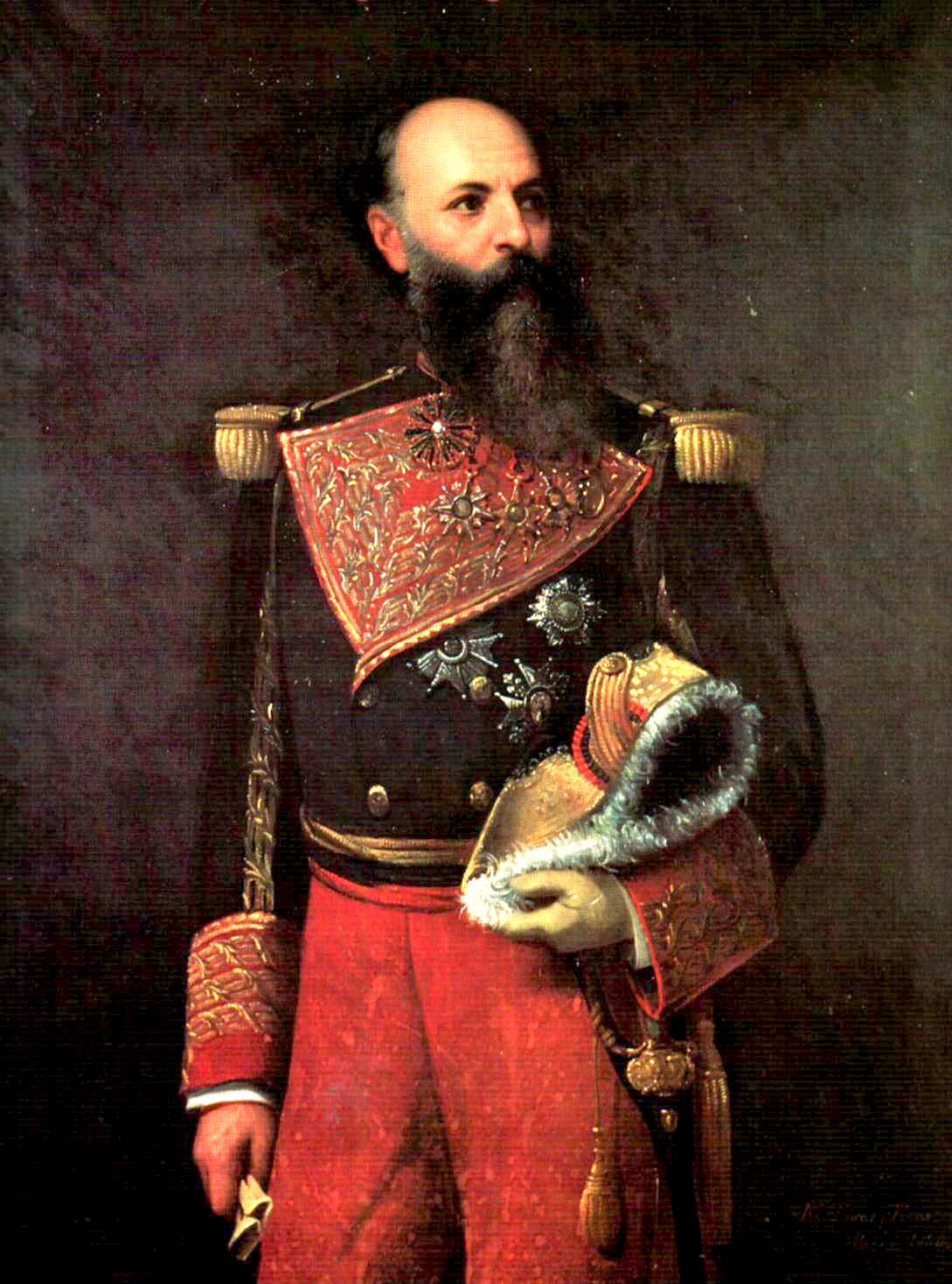
Antonio Guzmán Blanco.

La conflictividad continuará hasta la caída del «Liberalismo Amarillo» a manos de Cipriano Castro, tras cuyo gobierno se creará la más larga de las dictaduras que ha vivido Venezuela, la de Juan Vicente Gómez; sin embargo, estos son hechos que el gran padre del liberalismo venezolano no llegará a ver.
Lander muere repentinamente en Caracas, víctima de un aneurisma. Su cadáver, embalsamado por el Dr. Gottfried Knoche, permaneció durante casi cuarenta años sentado ante el escritorio de su domicilio caraqueño, en característica actitud de escribir hasta que el 5 de abril de 1884 sus restos fueron solemnemente conducidos al Panteón Nacional de Venezuela. 
La influencia de Lander, sin embargo, se extendió más allá de su tiempo, renaciendo tras la dictadura de Gómez a manos de todos los partidos políticos que se originaron que, independientemente de las doctrinas que han proclamado seguir, mantienen en común su tendencia liberal.